# 217 (số)
217 (hai trăm mười bảy) là một số tự nhiên ngay sau 216 và ngay trước 218.